# Estación de Linares-Baeza
Estación de Linares-Baeza vasútállomás Spanyolországban, Linares településen.

## Vasútvonalak
Az állomást az alábbi vasútvonalak érintik:
- Linares-Baeza-Almería-vasútvonal
- Alcázar de San Juan–Cádiz-vasútvonal
- Madrid-Alcázar de San Juan-Jaén nagysebességű vasútvonal

## Kapcsolódó állomások
A vasútállomáshoz az alábbi állomások vannak a legközelebb: